# El Ciclón
El Ciclón era una publicació setmanal, editada a Igualada entre 1887 i 1890.

## Descripció i continguts
Portava el subtítol «Periódico de intereses morales y materiales» i l'escut d'Igualada a la capçalera. La redacció i l'administració eren establertes a la impremta de Nicolau Poncell, al carrer de Santa Maria, 5. El primer número es va publicar el 17 d'abril de 1887 i el darrer, el 161, portava la data de 29 de juny de 1890. Sortia cada diumenge i tenia quatre pàgines.
Com la majoria de publicacions igualadines d'aquesta època, estava estructurada donant la màxima importància a l'article editorial, que ocupava tota la primera pàgina i part de la segona. S'hi feien comentaris sobre dret, política i fets històrics. La resta del periòdic eren notícies curtes i algun poema. Defensava una ideologia conservadora, proper al partit dinàstic d'Antonio Cánovas del Castillo.
Ni els articles ni les poesies anaven signats.

## Localització
- La Biblioteca Central d'Igualada té una col·lecció incompleta.